# Famille Hamadé
Les Hamadé ou Hamadeh sont une famille libanaise qui a joué un rôle important dans l'histoire de l'islam chiite au Liban.

## Histoire

### Des Abbassides aux Ottomans
Les Hamadé se sont présentés comme une famille chérifienne descendant du calife Ali bien que le fait soit contesté. Plus certainement, ils se rattachent à la tribu bédouine des Banou Hamdan qui gardent les frontières de la Syrie du Nord sous les Abbassides. Des tribus chiites semblent présentes au Kesrouan à la fin du XVe siècle et y établissent une ligne de forteresses à la fin du XVIIe siècle ; leur principal foyer intellectuel est alors Jebail (Byblos). 

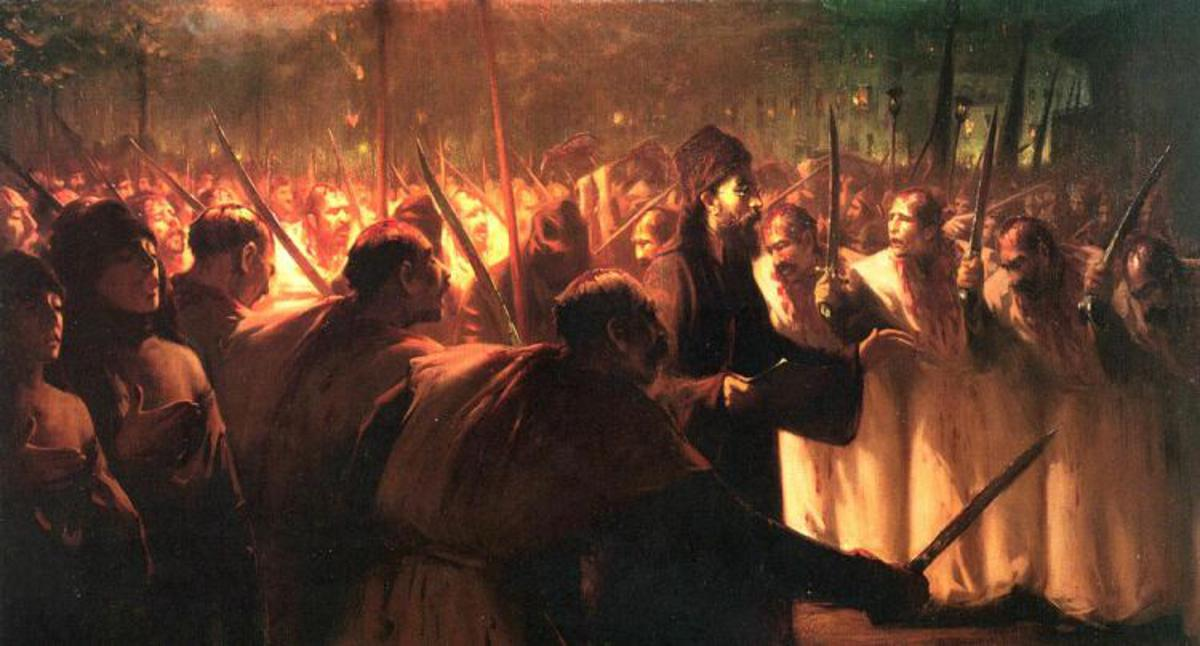
La fête chiite d'Achoura à Istanbul, toile de Fausto Zonaro, 1909.

De 1516 à 1918, le Liban fait partie de la Syrie ottomane. Plusieurs féodaux locaux occupent des positions de pouvoir dans l'administration ottomane, notamment les familles chiites des Maan (en) et plus tard les Chehab. Les Hamadé et une autre famille chiite, les Harfush, émirs de Baalbek, font partie de cette élite provinciale qui occupe la charge de mültazim (fermier des impôts) dans la province de Sidon malgré leur appartenance à une minorité religieuse peu considérée par le pouvoir ottoman sunnite. La mauvaise réputation des chiites dans les chroniques maronites tient en grande partie à leur fonction impopulaire de collecteurs d'impôts. Ainsi, en 1613-1614, le chef chiite Yunus Harfush mène une expédition, pour le pouvoir ottoman, contre les montagnards rebelles du Chouf ; entre 1616 et 1635, il contribue à réduire la puissance régionale de Fakhreddine II Maan qui avait profité de l'affaiblissement du pouvoir central pour se tailler un émirat indépendant aux confins du Liban et de la Palestine.
De 1641 à 1685, ce sont les Hamadé qui exercent principalement la fonction de mültazim dans l'eyalet de Sidon ; cependant, contrairement aux Maan, ils ne peuvent obtenir le titre de sandjakbey (gouverneur de district) qui leur aurait donné les pleins pouvoirs dans leur domaine. L'historiographie libanaise, en majorité maronite, dépeint cette période de façon très sombre : les chiites « fanatiques, sans foi ni loi » et « la tutelle onéreuse et tracassière de la famille des cheikhs chiites ». À partir de la fin du XVIIe siècle, les Hamadé ont sauvé les Chehab, bien que les premiers conservent jusqu'en 1763 une partie de l'iltizam de la province de Tripoli.
Pendant l'expédition française d'Égypte, Bonaparte espère rallier les populations insoumises de la Syrie ottomane dans sa guerre contre la Sublime Porte. En fin de compte, seuls les Zaydani (en) (anciens sujets de l'émir Dahir al-Umar) et les Mouwatalli (chiites), partisans des Hamadé, lui apportent un certain concours pendant le siège de Saint-Jean d'Acre, la population sunnite restant massivement fidèle au sultan ottoman, calife de l'islam. Après le départ des Français, le général ottoman Djezzar Pacha rétablit l'autorité du sultan dans la région.

### Depuis 1918

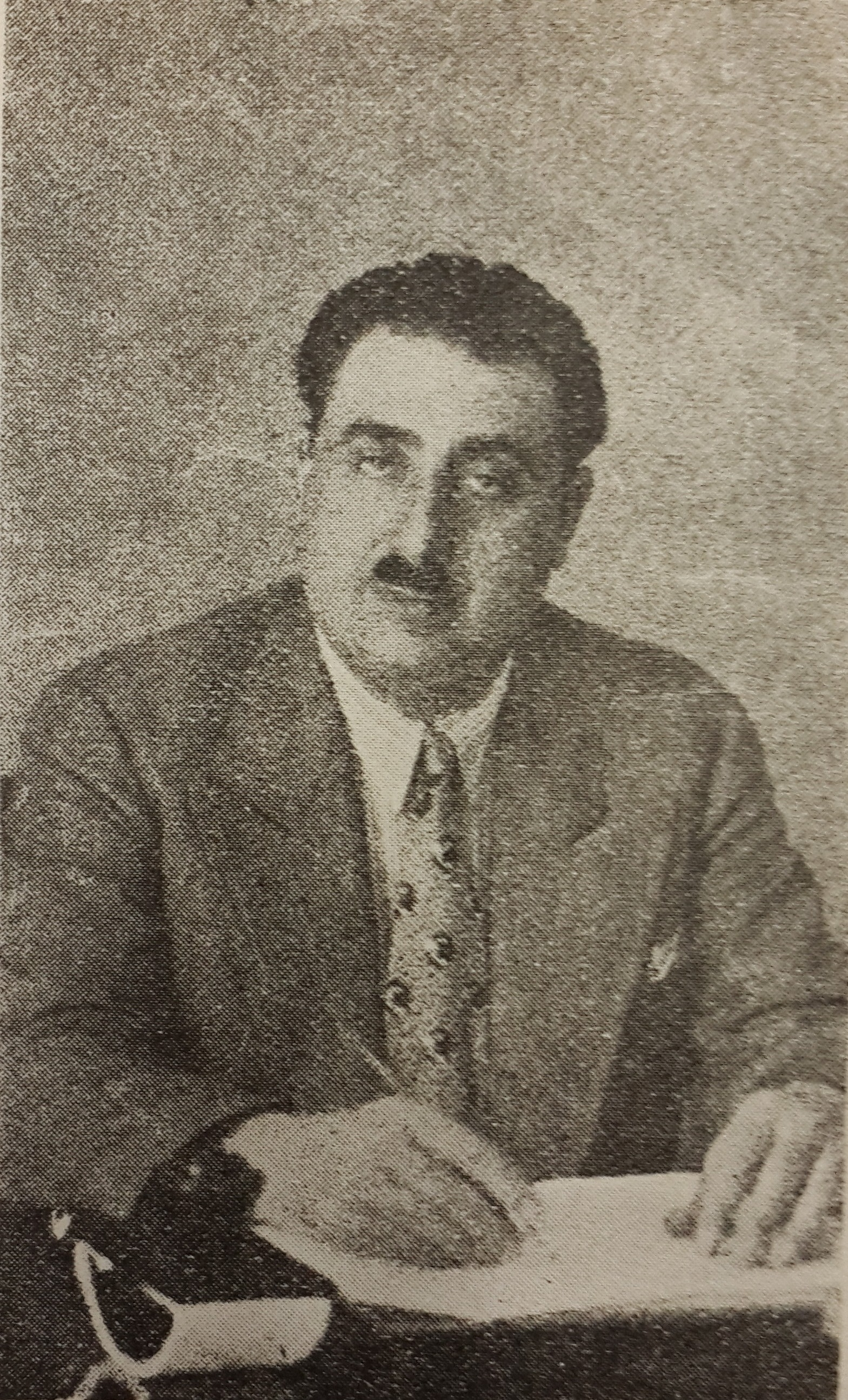
Sabri Hamadé, président du parlement, en 1948

Sabri Hamadé (1920-1976) a été président du parlement libanais, avec plusieurs interruptions, de 1943 à 1970. Dans les années 1950, les Hamadé et une autre famille chiite, les Assad (ou Assaad), exercent un quasi-monopole sur la présidence du parlement et s'opposent à la politique de droite et pro-occidentale du président Camille Chamoun : ce dernier impose un de ses partisans, Adel Osseiran, à la présidence du parlement. Pendant la courte guerre civile de 1958, la plupart des chiites du Liban prennent parti contre Chamoun, ceux du sud derrière Ahmad Assaad, ceux de la Bekaa et de Hermel autour de Sabri Hamadé ; ils se trouvent alliés du chef maronite Soleimane Frangié, rival de Chamoun au sein de sa communauté. Le conflit se termine par la démission de Camille Chamoun ; Sabri Hamadé retrouve la présidence du parlement en 1959. Il conserve ce poste jusqu'en 1970 malgré la rivalité de Kamel Assaad, fils d'Ahmad, qui lui succèdera.
Majed Hamadé, fils de Sabri, et Leila Solh Hamadé, épouse de Majed, ont occupé des ministères dans le gouvernement libanais, respectivement en 1974-1975 et 2004-2005.

### Sources et bibliographie
- (en) Stefan Winter, The Shiites of Lebanon under Ottoman Rule, 1516–1788, Cambridge University Press, 2010.
- Henry Laurens (dir.), L'expédition d'Égypte, 1798-1801, Armand Colin, 1989.
- (en) Michael Curtis, The Middle East: A Reader, Transaction Books, 1986.